# کوه کوپه
کوه کوپه (به لاتین: Mount Kupe) یک کوه و آتشفشان در کامرون است که در Koupé-Manengouba واقع شده‌است. کوه کوپه ۲٬۰۶۴ متر بالاتر از سطح دریا واقع شده‌است.